# Hoyt Curtin
Hoyt Stoddard Curtin (Downey, 9 settembre 1922 – Thousand Oaks, 3 dicembre 2000) è stato un compositore e produttore discografico statunitense. 
Universalmente riconosciuto come il direttore musicale principale della Hanna-Barbera, ha iniziato con il cartone animato Le avventure di Ruffy e Reddy nel 1957 fino al suo pensionamento nel 1986, eccetto dal 1965 al 1972, quando il direttore musicale principale era Ted Nichols.

## Biografia
Curtin era originario di Downey, in California, e aveva un figlio, Chris, con sua moglie Elizabeth.
Negli anni '50 Curtin era un compositore molto richiesto per gli spot televisivi. Ha incontrato per la prima volta William Hanna e Joseph Barbera quando ha lavorato a uno spot pubblicitario della birra Schlitz che stavano producendo per la MGM nel 1957.
"Circa due settimane dopo hanno chiamato e hanno letto un testo per telefono. Posso scrivere una melodia per questo? Ho richiamato in 5 minuti e l'ho cantato loro... silenzio... uh oh, sono esploso... la prossima cosa che ho sentito è stato un accordo per registrarlo! Ruff & Reddy. In quel momento avevano lasciato la MGM e avevano fondato la loro compagnia. Tutti i nostri primi titoli principali erano fatti in quel modo. Braccobaldo Bau, Ernesto Sparalesto, eccetera."
È stato il compositore di molte delle canzoni a tema popolari dei cartoni animati di Hanna-Barbera, tra cui Gli antenati fino al 1981, Top Cat, I pronipoti, Jonny Quest, I Superamici, Josie e le Pussycats, I Puffi e The New Scooby-Doo Movies e tutti i suoi spin-off fino al 1986. A partire dal 1960, Curtin compose anche molti dei brani usati come musica di scena nelle varie serie di Hanna-Barbera, insieme al jingle sentito sotto il logo di chiusura di Hanna-Barbera nel 1979. Ha anche composto due delle melodie ascoltate in sottofondo in Plan 9 from Outer Space del 1959, sebbene fosse imbarazzato dalla scarsa qualità del film. L'anno successivo, Curtin è stato il compositore della serie animata QT Hush, uno dei primi cartoni animati ad apparire a colori.
Tra gli altri suoi film ricordiamo la colonna sonora del film di fantascienza Mesa of Lost Women (1953), Ed Wood 's Jail Bait (1954, come Hoyt Kurtain), Timber Tramps (1975), Chomps (1979), e la musica per il 1978 Il cartone animato di Sandy Frank La battaglia dei pianeti per il quale è stata rilasciata una colonna sonora nel 2000. Ha anche composto e diretto le musiche di Thrillerama Adventure, un tentativo con due proiettori di riprodurre Cinerama, nel 1955 con un'orchestra di 38 elementi.
In un'intervista del 1999 Curtin disse: "Il mio pianista, Jack Cookerly, ha inventato il sintetizzatore come lo conosciamo noi per Jonny Quest. Era fatto di casse arancioni con una tastiera e migliaia di valvole a vuoto! Una normale band jazz, (di) 4 trombe, 6 [trom]boni, 5 duplicatori di fiati, sezione ritmica a 5 uomini comprese le percussioni"; è stato utilizzato per registrare la musica per il cartone animato di Jonny Quest. La sessione di Jonny Quest fu terminata "... alla RCA di Hollywood. Alvin Stoller o Frankie Capp di solito suonavano la batteria. Ho sempre cercato di avere gli stessi ragazzi dove possibile. Erano quelli che sapevano dondolare e leggere come demoni".

## Morte
Curtin morì il 3 dicembre 2000 a Thousand Oaks, in California, all'età di 78 anni. Era sul campo da tennis a giocare una partita quando cadde a terra e fu dichiarato morto dai paramedici.